# Кленки (Харьковская область)
Кленки (укр. Кленки) — село,
Смородьковский сельский совет,
Купянский район,
Харьковская область.
На карте 1977 года указано население 30 человек.
Село ликвидировано в ? году.

## Географическое положение
Село Кленки находится в 2-х км на запад от села Смородьковка,
на расстоянии в 1 км от села Самборовка.
По селу протекает пересыхающий ручей с запрудами, который через 2 км впадает в реку Купянка (правый приток).